# Чак-Ток-Ичак II
Чак-Ток-Ичак II (также Чак-Ток-Ич’аак II, дословно «Великая Облачная Лапа»; встречается под именем Чак-Ток-Ичак I; ? — 378) — четырнадцатый правитель древнего майяского царства Мутуль со столицей в Тикале, царствовавший с 360 до своего свержения и гибели в 378 году. Последний и самый заметный правитель Мутульского царства из Первой династии, происходившей от основавшего царство Яш-Эб-Шока.
До расшифровки имени был известен, как «Коготь Ягуара».

## Правление

### Происхождение
Чак-Ток-Ичак II был сыном тринадцатого правителя Тикаля Кинич-Муван-Холя I и прямым потомком первого из тикальских царей — Яш-Эб-Шока. Он взошёл на престол вскоре после смерти своего отца, в 360 году.

### Памятники
Чак-Ток-Ичак II возвёл для себя дворец в Центральном акрополе Тикаля. Этот дворец примечателен тем, что его не застраивали новыми зданиями, как это обычно происходило, но напротив, время от времени восстанавливали. Это указывает на то, что на протяжении последующих столетий он почитался как памятник.
В октябре 376 года в Тикале прошло празднование окончания катуна (20-летнего календарного цикла), в честь чего была установлена тикальская стела 39. На ней изображён Чак-Ток-Ичак II, растаптывающий связанного иноземного пленника, что может быть свидетельством начала войны с Теотиуаканом. Также с этим правителем может быть связана тикальская стела 26, на которой высечено имя «Чак-Ток-Ичак». Но её датировка спорна, так что она может быть связана и с Чак-Ток-Ичаком III. Наконец, Чак-Ток-Ичака II упоминается на различных сосудах, причём крышка одного из них выполнена в виде сидящей фигуры этого царя. Таким образом, Чак-Ток-Ичак II является самым широко представленным в источниках правителем из своей династии.

### Свержение
Единственное известное политическое событие, произошедшее в правление Чак-Ток-Ичак II — это его свержение в ходе военного вторжения. Предпосылки, предшествующие этому, возможно, отражены на описанной выше стеле 39. В 377—378 годах старая династия была свергнута и власть захватила новая группа знати, почитавшая теотиуаканских богов. Предполагается, что в 378 году армия Теотиуакана под предводительством военачальника Сиях-Кака вторглась в земли майя, убила Чак-Ток-Ичака II (о его смерти именно в это время, в январе 378 года, сообщает стела 31) и установила здесь власть теотиуаканского царя Хацом-Куха, а его малолетний сын Яш-Нун-Айин I был посажен на трон Мутуля.

## Комментарии
1. ↑  Первым носителем этого имени был правивший в III веке Чак-Ток-Ичак I, однако о нём почти ничего неизвестно, так что многие исследователи начинают нумерацию с Чак-Ток-Ичака II.